# AACTA 어워드
오스트레일리아 영화 텔레비전 예술 아카데미상(영어: Australian Academy of Cinema and Television Arts Award, AACTA 어워즈)은 1958년부터 오스트레일리아에서 개최되는 영화상이다. 2010년까지 오스트레일리아 영화 협회가 주최했지만, 2011년부터는 오스트레일리아 영화 텔레비전 예술 아카데미가 주최하고 있다.

## 같이 보기
- 오스트레일리아 영화